# Agordo
Agordo é uma comuna italiana da região do Vêneto, província de Belluno, com cerca de 4.257 habitantes. Estende-se por uma área de 23,67  km², tendo uma densidade populacional de 179,84 hab/km². Faz fronteira com La Valle Agordina, Rivamonte Agordino, Taibon Agordino, Voltago Agordino, Zoldo Alto.

## Demografia
| Variação demográfica do município entre 1861 e 2011                               |
|                                                                                   |
| Fonte: Istituto Nazionale di Statistica (ISTAT) - Elaboração gráfica da Wikipedia |